# ناعومي إي. موريس
ناعومي إي. موريس (بالإنجليزية: Naomi E. Morris)‏ هي قاضية ومحامية أمريكية، ولدت في 1921، وتوفيت في 1986.